# Coup d'État du 28 mai 1926
 (décembre 2022).
Si vous disposez d'ouvrages ou d'articles de référence ou si vous connaissez des sites web de qualité traitant du thème abordé ici, merci de compléter l'article en donnant les références utiles à sa vérifiabilité et en les liant à la section « Notes et références ».
La révolution du 28 mai de 1926 ou coup d'État du 28 mai 1926 ou mouvement du 28 mai désignée aussi par les partisans de l'Estado Novo (Portugal) par l'expression révolution nationale est un mouvement militaire nationaliste et antiparlementaire qui met fin à la Première République portugaise, instaurant la Dictature nationale, bientôt transformée en Estado Novo (Portugal) avec l'approbation de la Constitution de 1933. Le régime se maintiendra au pouvoir jusqu'à la révolution des Œillets en 1974.
Le coup d'État commence à Braga, sous les ordres du général Gomes da Costa, immédiatement suivi par d'autres villes comme Porto, Lisbonne, Évora, Coimbra et Santarém. Après la victoire du mouvement, le 6 juin 1926, Gomes da Costa défile sur l'avenue de la liberté à Lisbonne, à la tête de 15 000 hommes acclamés par la population.

## Les antécédents
Implantée le 5 octobre 1910, la Première République portugaise donne rapidement des signes d'instabilité et perd progressivement de sa crédibilité. Outre l'épisode de la dictature de Sidónio Pais, les rumeurs de coup d'État sont constantes.
Après la Première Guerre mondiale, l'instabilité grandit encore : si les gouvernements se succèdent à un rythme hallucinant (23 ministères entre 1920 et 1926), les attentats à la bombe et l'activité anarchiste et syndicaliste plongent le pays dans un climat pré-insurrectionnel qui laisse présager la fin prochaine du régime.
Le début de cette fin annoncée a lieu en 1921, à peine onze ans après l'instauration de la République : à la suite de la démission du gouvernement présidé par Liberato Pinto, le protecteur de la Garde nationale républicaine (GNR), garde prétorienne du régime à cette époque, et de sa condamnation à un an de détention (peine confirmée le 10 septembre 1921 par le Conseil supérieur de discipline de l'Armée de terre), un groupe de militaires lié à cette force de police se soulève le 30 septembre, soutenu bientôt par des militaires de l'Armée de terre et de la Marine.
Le soulèvement donne lieu à la nuit sanglante le 19 octobre, avec l'assassinat de certaines des principales figures de la République par un groupe de marins et de travailleurs de l'arsenal soulevés. Le colonel Manuel Maria Coelho dirige le soulèvement. Il est accompagné de Camilo de Oliveira et de Cortês dos Santos, officiers de la GNR, ainsi que du capitaine de frégate Procópio de Freitas. Incapable de résister, le gouvernement présidé par António Granjo présente sa démission à António José de Almeida, tandis que Granjo trouve refuge chez Francisco Cunha Leal, dirigeant de l'aile gauche du républicanisme, proche des chefs du mouvement révolutionnaire. Découvert, il est emmené à l'arsenal de la Marine, bastion révolutionnaire, avant d'être abattu par balle. D'autres figures républicaines importantes subissent le même sort dont l'amiral António Machado Santos (pt), ministre, José Carlos da Maia (pt), ancien ministre et grand-maître de l'ordre d'Aviz, le commandant Freitas da Silva, secrétaire du ministre de la Marine, et le colonel Botelho de Vasconcelos, tous kidnappés dans une mystérieuse camionnette fantôme qui traversa Lisbonne cette nuit-là.
Par-delà l'épisode de la « nuit sanglante » et ses conséquences politiques et sociales, la crise s'intensifie encore durant les années 1924 et 1925, en même temps que le sentiment d'insécurité et d'instabilité politique. Les attentats à la bombe se succèdent à un rythme parfois hebdomadaire. L'inflation, affectant essentiellement la classe ouvrière, fortement mobilisée par les mouvements anarcho-syndicalistes, provoque des manifestations, comme celle du 22 février 1924, qui se terminent souvent dans des affrontements violents, comme ce fut le cas à Olivais (Lisbonne) le 28 mai de cette année.
Parmi les militaires, les soulèvements et les actes d'indiscipline augmentent. La révolte dans l'Armée de l'air est un bon exemple de l'atmosphère de l'époque : les pilotes assignés dans leurs quartiers à Amadora se soulèvent dans la nuit du 3 au 4 juin 1924, après la démission de leur commandant. Ils sont alors encerclés par les troupes de Queluz. Il faut attendre le 7 avant qu'ils n'acceptent de se rendre grâce à l'action du général Bernardo Faria qui entre dans le camp, désarmé et accompagné par des officiers de différentes unités militaires.
Le 14 juillet, on assiste à des affrontements entre militaires, mêlant l'Armée de terre et la GNR, auxquels les mouvements anarcho-syndicalistes et de tendances fascistes ne sont pas étrangers. Le journal A Época annonce le 13 août 1924, une nouvelle tentative de coup d'État, sous la forme, cette fois, d'une attaque au fort de l'Ameixoeira, soi-disant préparée par un comité intégré par João Lopes Martins (pt), qui voulait nommer comme chef Gomes da Costa. Il se dit que le coup d'État cherche à mettre le Parti radical au pouvoir et que le futur ministre du travail serait José Carlos Rates (pt), secrétaire-général du Parti communiste portugais. Le 28 août 1924 une nouvelle tentative échoue, cette fois dans le château São Jorge, où sont emprisonnés huit communistes et un radical.
Les tumultes se poursuivent dans toutes les zones urbaines où se concentre la classe ouvrière, où surgissent sans cesse de nouvelles organisations et éclatent des violences.

## La révolte du 18 avril 1925

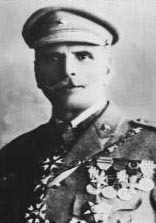
Gomes da Costa.

Après les rumeurs d'une tentative de révolte monarchique le 5 mars 1925, une nouvelle révolte militaire éclate le 18 avril 1925 : elle intègre pour la première fois depuis 1870 des officiers supérieurs en fonction. Par son ampleur, elle annonce le mouvement du 28 mai 1926.
La révolte, soutenue par le mouvement d'extrême-droite Cruzada Nun'Álvares (pt), revêt un caractère nationaliste et assume clairement sa proximité avec le coup d'État de Primo de Rivera en Espagne. Il semble qu'au moins 61 officiers de l'armée y participent, parmi lesquels on trouve Sinel de Cordes, Gomes da Costa, Raul Augusto Esteves (pt) et Alfredo Augusto Freire de Andrade (pt). Parmi les civils, on trouve Antero de Figueiredo (pt), Carlos Malheiro Dias (pt), José Adriano Pequito Rebelo et Martinho Nobre de Melo (pt).
Suivant un plan des opérations devenu classique, le 18 avril vers 17 heures, les révoltés occupent la Rotunda (Lisbonne) avec le bataillon de mitrailleurs, le bataillon de sapeurs des chemins de fer et l'artillerie de Queluz. Le jour suivant, Sinel de Cordes se rend au quartier général du Carmo (Lisbonne) dans une tentative de conciliation. Entretemps, la parution des journaux O Século et le Diário de Notícias sont suspendues. Cunha Leal, qui n'aurait rien à voir avec cet épisode est emprisonné. L'action du ministre de la Marine, l'amiral Fernando Augusto Pereira da Silva (pt), sera déterminante pour juguler le mouvement. Celui-ci une fois dominé, la légitimité démocratique restaurée, du moins en apparence, le ministre de la Guerre Ernesto Vieira da Rocha (pt) est destitué le 21 avril pour avoir publiquement proposé de parlementer avec les révoltés.
Dès lors, les événements se précipitent : le 19 juillet, une nouvelle révolte éclate, menée cette fois par les commandants Mendes Cabeçadas et Jaime Baptista. L'état de siège est décrété, mais Jaime Baptista, détenu au Fort de São Julião da Barra, parvient à s'enfuir et prend d'assaut le Fort do Bom Sucesso, tandis que Mendes Cabeçadas gagne à sa cause l'équipage du croiseur Vasco da Gama. Cette révolte sera difficilement dominée par les forces restées fidèles au gouvernement, commandées par Armando Pereira de Castro Agatão Lança (pt) : un seul blessé au combat sera à déplorer (le capitaine Armando Pinto Correia), les responsables seront emprisonnés et jugés, mais rapidement libérés et réintégrés au sein de l'armée, tant est faible l'autorité des institutions de la République.

## Les derniers moments de la Première République
Alors que les investigations et les jugements autour des événements antérieurs sont toujours en cours, on voit déjà surgir une nouvelle vague de rumeurs et d'agitations. Il était évident que Gomes da Costa et Mendes Cabeçadas n'allaient pas abandonner l'idée de renverser le régime. La majorité des militaires, ainsi que de la classe politique, n'acceptant pas la situation politique de discrédit et de ruine nationale, conspire secrètement. Gomes da Costa tente d'attirer à lui des hauts gradés pour provoquer ce qu'il considère comme l'indispensable impulsion patriotique qui restaurerait l'orgueil national.
Lorsqu'António Maria da Silva, le 18 décembre 1925, devient président du Conseil du 23e gouvernement depuis 1920, il est clair que la Première République vit ses derniers moments, tous les secteurs de l'opinion, vieux républicains, démocrates et socialistes inclus, aspirent à la stabilité et à la sécurité. Ce sentiment est d'autant plus partagé que, un peu partout en Europe, les partisans de l'ordre gagnent du terrain : la dictature de Miguel Primo de Rivera dans l'Espagne voisine, après la victoire de Alhucemas et la création du Directoire civil, semble gagner en popularité, servant d'exemple pour la régénération nationale tant désirée.
Les tentatives de coups militaires se succèdent : le 1er février 1926, à Almada, nouvelle tentative, dirigée cette fois par João Lopes Martins (pt) et par l'ancien ministre de l'Instruction publique, Manuel Lacerda de Almeida (pt). Depuis son coup de force, Gomes da Costa est régulièrement invité à prendre la tête de la régénération nationale. Il semble mêlé à plusieurs actions. Beaucoup voient en lui l'homme providentiel.

## Le coup d'État du 28 mai 1926

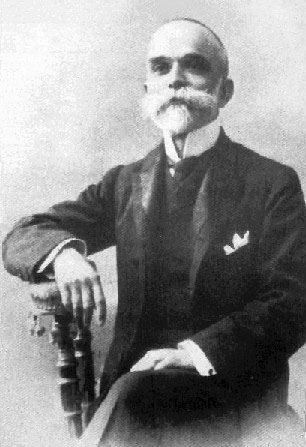
Bernardino Machado.

Le coup d'État du 28 mai 1926 débute comme les précédents, coïncidant avec un épisode critique pour le gouvernement, présidé alors par António Maria da Silva. Embarrassé par la mauvaise gestion chronique du monopole de la Compagnie des Tabacs (problème qui avait déjà participé à la crise monarchique), le gouvernement décide, le 25 mai, de ne plus être représenté à la Chambre des députés, abandonnant ainsi toute légitimité parlementaire. Selon un observateur politique de l'époque, le gouvernement sortait certainement blessé de cette affaire, diminué dans son prestige. Mais le parlement semblait, lui, vouloir se suicider.
Dans l'atmosphère frénétique d'intrigues politiques de l'époque, les rumeurs de coup d'État sont permanentes. Le général Gomes da Costa est invité plusieurs fois à diriger ce coup d'État, qui se voudrait régénérateur, sauvetage de la patrie.
Alors que se prépare à Braga, pour le 28 mai, un congrès marial, devant réunir les principales figures du conservatisme catholique, parmi lesquelles Cunha Leal, on apprend que Gomes da Costa est en route également ; il est clair alors pour tout le monde que le coup d'État est imminent et que Braga en serait l'épicentre.
Préparant le terrain, Francisco Cunha Leal organise dès le 27 un repas avec ses partisans au Bom Jesus pendant lequel il prend la parole, critiquant sévèrement le Parti démocratique qu'il accuse d'avoir été autrefois aux ordres du Dr Afonso Costa, mais d'être aujourd'hui une institution à la dérive n'ayant même plus de chef. À propos de ce qui reste du camp nationaliste, il affirme que « ni la molle ambition de Ginestal Machado, ni toutes les intrigues de Pedro Pita, ni tout le machiavélisme de Tamagnini Barbosa ne sont susceptibles d'inspirer confiance à la nation, le mouvement n'étant qu'un simple organisme parasite ». Ce même jour, après ce discours enflammé, arrive à Braga, aux environs de 22 heures, le général Gomes da Costa, venu expressément prendre la tête du coup d'État.
Comme planifié, le 28 mai, à 6 heures du matin, a lieu le soulèvement militaire soutenu par des civils, des ouvriers de la région notamment, formant une colonne qui marche sur Lisbonne. Coïncidence ou pas, l'organisation et la mobilisation de cette marche révèle de nombreux points communs avec la marche sur Rome qui, trois ans auparavant, le 28 octobre 1922, avait institué le fascisme en Italie.
Suivant le rite traditionnel des coups d'État militaires portugais, le pronunciamiento se réalise en province, ici à Braga, avant que le mouvement se répercute dans tout le pays avec un grand nombre d'unités militaires qui proclament dès ce jour, mais encore plus le lendemain, leur adhésion au mouvement. À Lisbonne, véritable objectif du mouvement, une Junte de salut public (pt) publie un manifeste que Mandes Cabeçadas se dépêche de faire parvenir à Bernardino Machado, président de la République de plus en plus isolé.
Le 29 mai, la garnison de Lisbonne adhère massivement au mouvement de Gomes da Costa, avec à sa tête Mendes Cabeçadas qui, avec Armando da Gama Ochoa (pt), Jaime Baptista et Carlos Vilhena (pt) forment la révolutionnaire Junte de salut public. Le même jour, les révoltés obtiennent le soutien de Francisco Joaquim Ferreira do Amaral, le redouté commandant de la police de la capitale. Dans l'après-midi, le gouvernement d'António Maria da Silva, isolé et n'ayant pas les moyens ou la volonté de résister, présente sa démission à Bernardino Machado.

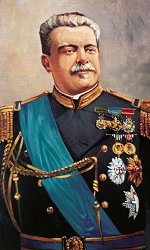
Francisco Joaquim Ferreira do Amaral.

La démission du gouvernement obtenue, Bernardino Machado invite Mendes Cabeçadas à former un gouvernement le 30 mai. Celui-ci accepte et assume les fonctions de président du Ministère (Premier ministre), assumant provisoirement tous les autres portefeuilles. Le même jour, Francisco Joaquim Ferreira do Amaral est nommé gouverneur civil de Lisbonne, consolidant ainsi la prise de pouvoir sur la capitale. Le calme revenu et les risques d'affrontements disparus, Gomes da Costa ordonne aux forces militaires disponibles de marcher sur Lisbonne. Ainsi prend fin la phase militaire du pronunciamento.
La phase civile se poursuit avec la même célérité : dès sa nomination, le 31 mai, le gouvernement de Mendes Cabeçadas fait volontairement passer à travers le ministère de la Guerre l'ordre de fermer le Congrès de la République Portugaise. C'est la fin officielle du régime parlementaire portugais. Après cet affront, isolé et sans moyens de résister, Bernardino Machado se résigne et remet le pouvoir à Mendes Cabeçadas le jour même.
Ce jour-là, dans une déclaration à la presse qui reflète bien l'atmosphère qui règne à Lisbonne, le major Ribeiro de Carvalho, appelle à une nouvelle Régénération sur le modèle de celle 1851, une politique de conciliation nationale ample et généreuse. Il met en évidence le fait que le succès de cette révolution est avant tout une victoire de l'opinion publique. Les révoltés l'ont emporté parce que personne n'était prêt à se sacrifier pour un gouvernement qui n'entendait plus le pays.
Ayant l'air de ne pas avoir un projet clair de prise du pouvoir, le général Gomes da Costa, pendant sa marche sur Lisbonne, annonce depuis Coimbra, le 1er juin, la formation d'un triumvirat présidé par lui, incluant Mendes Cabeçadas et Armando da Gama Ochoa (pt). Toutefois, Gama Ochoa refuse cette solution et se retire, marquant une première scission.
Ainsi, le simple coup d'État militaire lancé le 28 mai s'était transformé en vaste coalition mêlant républicains conservateurs, monarchistes et nationalistes révolutionnaires autour d'un groupe de jeunes officiers, soutenu et accepté par tous les secteurs de la société et par la grande majorité des Portugais. Le 3 juin, les troupes de Gomes da Costa parviennent à Sacavém en train avant d'entrer dans Lisbonne sans sabotages ni résistances. Gomes da Costa préfère attendre la formation d'un gouvernement stable et préparer une marche triomphale avant d'entrer dans Lisbonne. Il se dirige vers Amadora où il s'installe avec son état-major.
Pendant ce temps, ce même 3 juin à Lisbonne, Mendes Cabeçadas organise un nouveau gouvernement, confiant à Gomes da Costa les portefeuilles de la Guerre, de la Marine et des Colonies. Aux finances, il nomme António de Oliveira Salazar, à l'Instruction publique, Joaquim Mendes dos Remédios, à l'Agriculture, Ezequiel Pereira de Campos et à la Justice, Manuel Rodrigues Júnior. Trois des ministres choisis (Mendes dos Remédios, Manuel Rodrigues e Oliveira Salazar) sont professeurs de l'université de Coimbra, raison pour laquelle on les désignera ironiquement sous le terme de Chorale de Coimbra (Tuna de Coimbra).
Mais l'incertitude est grande, la solution bicéphale Gomes da Costa-Mendes Cabeçadas apparaissant de plus en plus clairement comme non viable. C'est pourquoi les ministres de la Chorale de Coimbra décident, le 4 juin, de faire un premier passage à Amadora, où se trouve Gomes da Costa, afin de connaître les véritables intentions du nouveau pouvoir. De cette rencontre, il résulte que Mendes dos Remédios et Manuel Rodrigues rentrent à Lisbonne et reprennent leur fonction tandis qu'Oliveira Salazar, plus timoré, reprend le chemin de Coimbra le jour suivant.
Les préparatifs terminés, le 7 juin, le général Gomes da Costa prend ses fonctions aux postes auxquels on l'a nommé et dirige un impressionnant défilé militaire de victoire le long de l'avenue de la Liberté. 15 000 hommes défilent sous les applaudissements de centaines de milliers de personnes. Ainsi se termine la marche sur Lisbonne; le nouveau gouvernement, composé de militaires et de civils, est au complet.
Si le Portugal connaîtra une dictature jusqu'en 1974, on distinguera la période qui s'ouvre en 1926 (on parlera alors de Dictature nationale) de celle qui débute en 1933 (l'Estado Novo (Portugal)).

## Référence de traduction
- (pt) Cet article est partiellement ou en totalité issu de l’article de Wikipédia en portugais intitulé « Revolução de 28 de Maio de 1926 » (voir la liste des auteurs).